# Itapetim
Itapetim es un municipio del estado de Pernambuco, en Brasil, conocido como Ventre imortal da poesia (Vientre inmortal de la poesía). Tierra madre de poetas repentistas como los hermanos Batista (Dimas, Otacílio y Louro) y Rogaciano Leite. Tiene una población estimada al 2020 de 13 553 habitantes.

## Topónimo
"Itapetim" proviene de la lengua tupí, que significa "piedra achatada blanca", a través de la fusión de itá ("piedra"), peb ("achatado") y ting ("blanco).

## Historia
A inicios del siglo XVIII, la región fue habitada por una tribu indígena denominada Babicos.
Ancestralmente, Itapetim recibió el nombre de Umburanas debido a la gran cantidad de árboles nativos con ese nombramiento (Bursera leptophleus).
Sobre el origen histórico de su centro urbanístico se remonta asus fundadores: los troperos y  almocreves, que transportaban bienes tangibles principalmente géneros y alimentos, venidos de la localidad de Lagoa de Baixo actual Sertânia y Flores, en Pernambuco, para Princesa Isabel y São José de Espinharas, en Paraíba.
En virtud del aumento del tráfico y de los continuos encuentros en la localidad, surgió un comercio más pujante: tejidos, vajillas, joyas, calzados, de entre otros artículos varios, nació la feria de las Umburanas, alrededor del 1878.
En la segunda mitad del siglo, se dio comenzó la población del lugar, con la llegada de dos portugueses: Pedro Mendes de Barros e Inácio Cuña, que se establecieron en el sitio, fijándose para desarrollar cultivos de maíz, frijol, mandioca, patata-dulce, así rebaños bovino, caprino y aves domésticas adaptadas a las condiciones meteorológicas del lugar.
Con el pasar de los años, Amâncio Pereira, uno de los primeros habitantes del lugarejo, viendo el crecimiento de la población, tuvo la iniciativa de construir una casa comercial (la primera erigida al lado del Río Pajeú, aún existe).
Amâncio Pereira José, José Antônio y Virgulino Suenes, considerados los fundadores en la emergente villa, construyeron las primeras habitaciones y, allá vivieron sus familiares. Religioso al extremo, incitó a las personas ya climatizadas en la tierra a concebir una capilla, que quedaba enfrente a la casa de Amâncio. Ese pequeño templo permaneció funcionando hasta el año de 1914, cuando el padre José Guerel, de la parróquia  de São José do Egito, arquitecto de la Iglesia Matriz de São Pedro das Lages, fue nombrado el primer vicário.
El padre João se estableció en la villa en 1928, siendo una de las grandes figuras de la historia de la ciudad. Fue un jefe político, siempre conectado las fuerzas políticas de la derecha y grande luchador por la emancipación de la localidad. Se cuenta que por problemas sociales, el padre João dejó su país de origen, Francia y, también, forzado por la Primera Guerra Mundial, él inmigró a Brasil. En el país, se estableció en la ciudad de São José do Egito. Traía consigo dos objetivos básicos: salir ileso de su nación y edificar una iglesia en alabanza a San Pedro, así como explorar y cultivar la agricultura local. Hacía celebraciones periódicas de misas en los alrededores, esta idea la estableció en Umburanas. El religioso citado murió de forma trágica el  9 de diciembre de 1915, cuando una barrera de un vertedero se desplomó encima de él mientras dormía.
El primer nombre de Itapetim fue Umburanas, por el factor ya descrito. Cuarenta y tres años tras el inicio del asentamiento se llamó São pedro das Lages, por el Decreto 92 del 31 de marzo de 1928. Pasada una década, por la Ley 235 del 9 de diciembre de 1938, ya en la categoría de Villa, se nombraría Itapetininga, permaneciendo sólo la parróquia con el primer nombre. El 31 de diciembre de 1943, por el Decreto-Ley 952, fue nuevamente alterado el nombre debido a una ciudad homónima del interior de São Paulo. A partir de esta fecha, el municipio pasó definitivamente al nombre actual, por la Ley  1 818 de 29 de diciembre de 1953, Itapetim se hace municipio, quedando desglosado de São José do Egito.